# ППРУ-1
ППРУ-1 «Овод-М-СВ» (індекс ГРАУ — 9С80, за класифікацією НАТО — Dog Ear) — радянський і російський рухомий пункт розвідки та управління підрозділів ППО тактичної ланки. Призначений для управління вогнем комплексів армійської ППО типів ЗУ-23-4 "Шилка", "Тунгуска" та "Стрела-10".

## Загальні дані
Заявлена дальність виявлення цілей – до 40 км, 
Заявлена кількість цілей, що можуть одночасно супроводжуватись – начебто до 99.

## Оператори
- Росія —[1]

## Бойове застосування

### Російсько-українська війна
15 квітня 2022 стало відомо що під час російського вторгнення в Україну виявлено знищену ППРУ-1 «Овод-М-СВ».